# محمود بن صالح
محمود بن صالح (انگلیسی: Mahmoud Ben Salah؛ زادهٔ ۶ مهٔ ۱۹۸۸) بازیکن فوتبال اهل تونس است.
از باشگاه‌هایی که در آن بازی کرده‌است می‌توان به باشگاه فوتبال صفاقسی اشاره کرد.
وی همچنین در تیم ملی فوتبال تونس بازی کرده‌است.